# Västersttjärnen, Lappland
Västersttjärnen är en sjö i Dorotea kommun i Lappland och ingår i Ångermanälvens huvudavrinningsområde.